# Distrito Militar Oriental (Rússia)
O Distrito Militar Oriental (em russo: Восточный военный округ) é um dos cinco distritos militares da Rússia, com jurisdição sob o Distrito Federal Oriental do país. O Distrito Militar Oriental foi criado como parte da reforma do Exército russo de 2008 e fundado por decreto presidencial assinado em 20 de setembro de 2010 para substituir o Distrito Militar do Extremo Oriente com a adição da seção Transbaikal do Distrito Militar Siberiano.  O distrito começou a operar em 21 de outubro de 2010, sob o comando do Almirante Konstantin Sidenko.
O Distrito Militar Oriental é o segundo maior distrito da Rússia em espaço geográfico, ocupando 7 milhões de quilômetros quadrados. O Distrito contém doze divisões federais: Oblast de Amur, Buriácia, Tchukotka, Oblast Autônomo Judaico, Krai de Camecháteca, Krai de Khabarovsk, Oblast de Magadan, Krai do Litoral, República de Sakha, Oblast de Sacalina e Krai da Transbaicália.
O comandante do Distrito pode ordenar todas as Forças Armadas sob a jurisdição do Distrito, com exceção da Tropa de Mísseis Estratégicos e das Forças Aeroespaciais da Rússia. Além disso, sob sua subordinação operacional estão formações do Serviço Federal de Tropas da Guarda Nacional, o Serviço de Fronteiras do FSB, bem como unidades do Ministério de Situações de Emergência e outros ministérios e departamentos que realizam tarefas no território do distrito. 
O Distrito Militar Oriental tem sede em Khabarovsk, e seu comandante é o coronel-general Andrey Ivanaev, no cargo desde novembro de 2024.

## História
O Distrito Militar Oriental foi estabelecido durante a reforma militar realizada entre 2008 e 2010, sendo formado a partir da estrutura do antigo Distrito do Extremo Oriente, juntamente com parte das forças dos Distritos da Sibéria e Transbaikal. Além disso, sua composição inclui a Frota do Pacífico e o 3º Comando de Força Aérea e Defesa Aérea. A data de fundação oficial do Distrito Militar do Extremo Oriente remonta a 31 de julho de 1918. Nesse dia, tropas regulares do Exército Vermelho dos Trabalhadores e Camponeses derrotaram as forças da Guarda Branca e os exércitos intervencionistas na região das Colinas de Kaul, Shmakovka e Spassk.

Distrito Militar Oriental

Na fase inicial da invasão da Ucrânia, um grupo de tropas (forças) foi formado a partir das tropas do distrito – “Vostok”.
No final de 2023, a Frota do Pacífico deixou a subordinação do comando distrital .
Exercícios no Distrito Militar Oriental
De 11 a 17 de setembro de 2018, foram realizados no distrito os maiores exercícios militares desde 1981, Vostok-2018.
Em 26 de julho de 2022, o Ministério da Defesa da Rússia anunciou que os exercícios estratégicos Vostok-2022 seriam realizados de 30 de agosto a 5 de setembro. Além das forças aerotransportadas, da aviação de longo alcance e de transporte militar, “contingentes militares de outros países” participarão delas, afirmou o departamento. Os próximos eventos de treinamento, os primeiros desde o início da invasão da Ucrânia, envolverão 13 campos de treinamento da VVO.   
Unidades das Forças Armadas da China, Azerbaijão, Argélia, Armênia, Bielorrússia, Índia, Cazaquistão, Quirguistão, Laos, Mongólia, Mianmar, Nicarágua, Síria e Tajiquistão participaram do exercício de comando estratégico e estado-maior Vostok-2022. No total, mais de 50 mil militares e mais de 5 mil unidades de armas e equipamentos militares estiveram envolvidos nos exercícios. 

## Composição do distrito
Abaixo estão as unidades que integram o Distrito Militar Oriental:
Forças Terrestres / Forças Aerotransportadas / Diretoria Principal
- formações e unidades de subordinação distrital:
  - 11.ª Brigada de Assalto Aéreo de Guardas (Ulan-Ude)
  - 83.ª Brigada de Assalto Aéreo de Guardas (Ussuriysk)
  - 14.ª Brigada de Propósito Especial de Guardas (Khabarovsk)
  - 88.ª Brigada Radiotécnica Especial
  - 92.ª Brigada Radiotécnica Especial (Starosysoevka)
  - 7.º regimento Radiotécnico Especial (Artyom)
  - 338.ª Brigada de Artilharia de Foguetes de Guardas (Ussuriysk)
  - 38.ª Brigada de Mísseis Antiaéreos (Ptichnik)
  - 14.ª Brigada de Engenharia de Guardas (Vyatka)
  - 16.ª Brigada de Defesa NBC (Lesozavodsk)
  - 106.ª Brigada (Territorial) de Comunicações (Dalnerechensk)
  - 101.ª Brigada de Logística Separada (Ussuriysk)
  - 102.ª Brigada de Logística Separada
  - 103.ª Brigada de Logística Separada (Belogorsk)
  - 104.ª Brigada de Logística Separada (Chita)
  - 7.ª Brigada Ferroviária Separada (Komsomolsk-on-Amur)
  - 50.ª Brigada Ferroviária Separada (Svobodny)
  - 118.º Batalhão Ferroviário de Pontes Flutuantes Separado (Khabarovsk)
  - 212.º Centro de Treinamento Distrital de Guardas (Chita)
  - 392.º Centro de Treinamento Distrital (Khabarovsk)
  - 51.º Destacamento de Treinamento da Frota do Pacífico (Vladivostoque)
  - 7.º Centro Regional de Treinamento (Knyaze-Volkonskoye)
- 5.º Exército de Armas Combinadas de Guardas (Ussuriysk)
  - 127.ª Divisão de Fuzileiros Motorizados
  - 60.ª Brigada de Fuzileiros Motorizados (Kamen-Rybolov e Monastyrische)
  - 57.ª Brigada de Fuzileiros Motorizados (Bikin)
  - 20.ª Brigada de Foguetes da Guarda (Ussuriysk)
  - 305.ª Brigada de Artilharia (Ussuriysk)
  - 8.ª Brigada de Foguetes Antiaéreos (Razdolnoye)
  - 80.ª Brigada de Comando (Ussuriysk)
  - 35.º Regimento de Engenheiros (Razdolnoye)
  - 16.ª Brigada de Defesa NBC Separada (Lesozavodsk)
- 29.º Exército de Armas Combinadas de Guardas (Chita)
  - 36.ª Brigada de Fuzileiros Motorizados de Guardas Separados (Borzya)
  - 200.ª Brigada de Artilharia (Gorny)
  - 3.ª Brigada de Mísseis (Gorny)
  - 140.ª Brigada de Foguetes Antiaéreos (Domna)
  - 101.ª Brigada de Comando Khingan (Chita)
  - 19.º Regimento de Defesa NBC
  - Regimento de Engenheiros e Sabotadores N-th
- 35.º Exército de Armas Combinadas (Belogorsk)
  - 38.ª Brigada de Fuzileiros Motorizados de Guardas (Belogorsk-Ekaterinoslavka)
  - 64.ª Brigada de Fuzileiros Motorizados (Khabarovsk)
  - 69.ª Brigada de Cobertura (Babstovo)
  - 107.ª Brigada de Foguetes (Birobizhan)
  - 165.ª Brigada de Artilharia (Belogorsk)
  - 71.ª Brigada de Foguetes Antiaéreos (Belogorsk)
  - 54.ª Brigada de Comando (Belogorsk)
  - 35.º Regimento de Proteção NBC (Belogorsk)
- 36.º Exército de Armas Combinadas (Ulan-Ude)
  - 5.ª Brigada de Tanques de Guardas Separados (Ulan-Ude)
  - 37.ª Brigada de Fuzileiros Motorizados de Guardas Separados (Kyakhta)
  - 30.ª Brigada de Artilharia (Taltsy)
  - 103.ª Brigada de Foguetes
  - 35.ª Brigada de Mísseis Antiaéreos de Guardas (Dzhida)
  - 75.ª Brigada de Comando de Guardas (Ulan-Ude)
  - 147.º Regimento de Engenheiros e Sabotadores (Kyakhta)
  - 26.º Regimento de Defesa NBC Separado
- 68.º Corpo de Exército (Yuzhno-Sakhalinsk)
  - 18.ª Divisão de Metralhadoras e Artilharia (Hot Klyuchi)
  - 39.ª Brigada Separada de Rifles Motorizados (Yuzhno-Sakhalinsk)
  - 137.º Batalhão de Comando Separado (Yuzhno-Sakhalinsk)
  - 676.º Batalhão de Engenharia Separado

Forças Aeroespaciais
- 326.ª Divisão de Aviação de Bombardeiros Pesados
- 11.º Exército das Forças Aéreas e de Defesa Aérea
  - 25.ª Divisão de Defesa Aérea (Komsomolsk-on-Amur)
  - 26.ª Divisão de Defesa Aérea de Guardas (Chita)
  - 93.ª Divisão de Defesa Aérea (Vladivostoque)
  - 303.ª Divisão de Aviação Mista (Khurba)
  - 3.º Esquadrão de Aviação de Reconhecimento Separado (Varfolomeevka)
  - 35.º Regimento de Aviação de Transporte Misto Separado (Bolshoy)
  - 120.º Regimento de Aviação de Caça de Guardas Separados (Domna)
  - 266.º Regimento de Aviação de Assalto de Guardas Separados
  - 112.º Regimento de Helicópteros Separado (Cheremushki)
  - 319.º Regimento de Helicópteros Separado (Chernigovka)
  - 18.ª Brigada de Aviação do Exército de Guardas (Bolshoy)

## Galeria

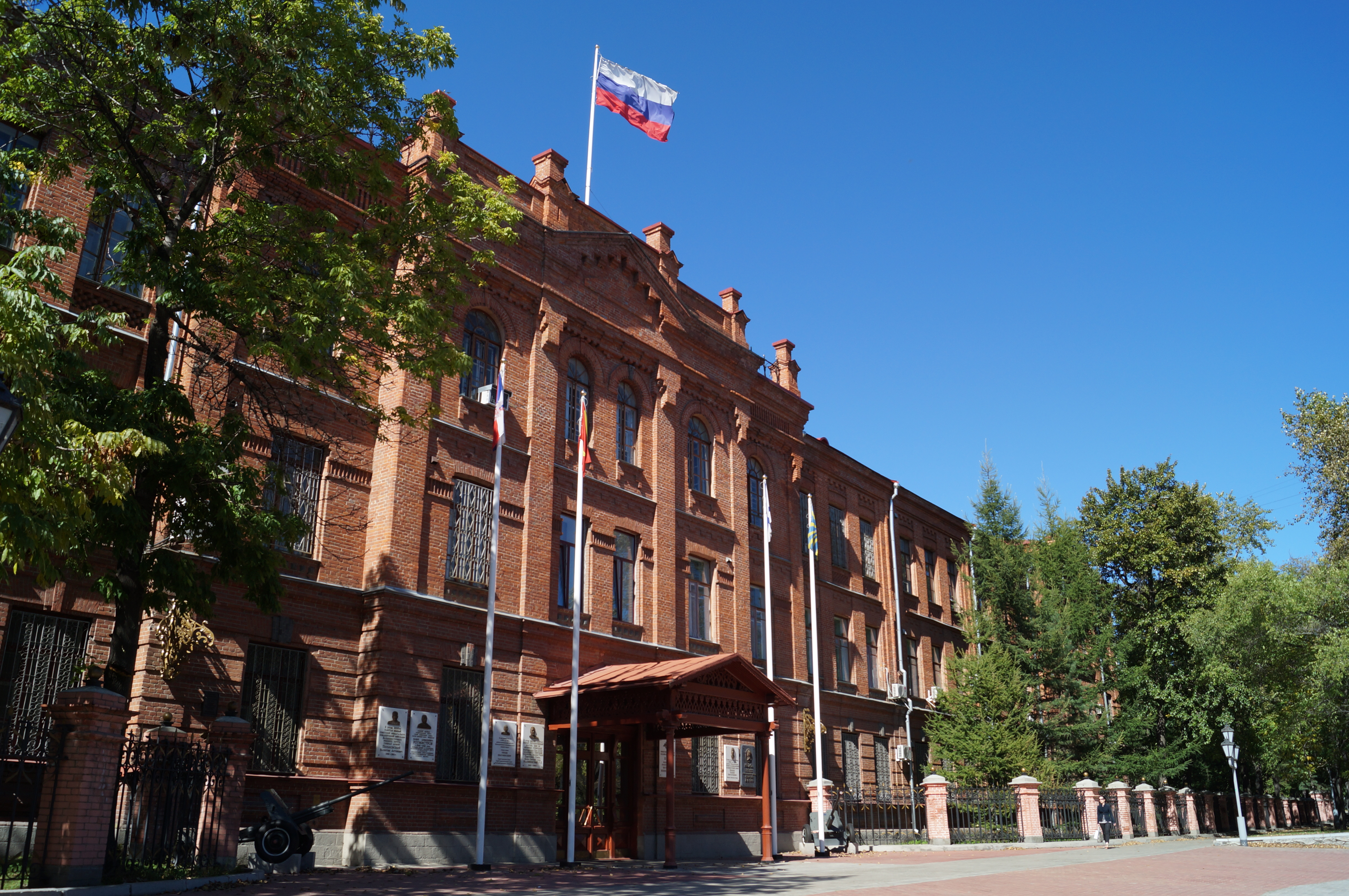
Edifício da sede do Distrito Militar Oriental, Khabarovsk, 2012
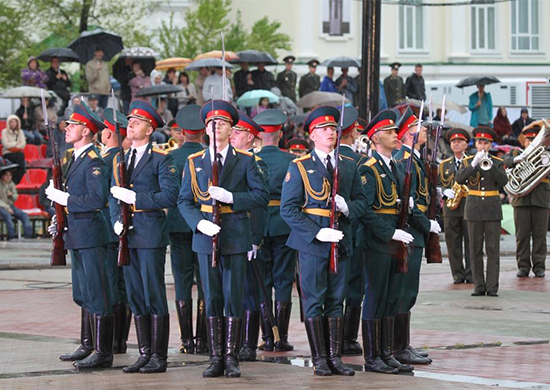
Guarda de Honra de Khabarovsk